# برنهارد بارون
برنهارد بارون (بالإنجليزية: Bernhard Baron)‏ هو مهندس أمريكي، ولد في 1850 في برست في روسيا البيضاء، وتوفي في 1929.